# Macbeth (opera)
|  | For andre betydninger, se Macbeth (flertydig) |
Macbeth er en opera i fire akter af Giuseppe Verdi. Den italienske libretto, der bygger på Shakespeares skuespil af samme navn, er skrevet af Francesco Maria Piave med enkelte tilføjelser af Andrea Maffei.
Verdi begyndte at komponere musikken til Macbeth i 1846-1847. Piave byggede sin libretto på en Carlo Rusconis prosaoversættese af Shakespeares tekst, der var blevet udgivet i Torino i 1838. Verdi stiftede ikke bekendtskab med Shakespeares original før operaen havde fået sin urpremiere på Teatro della Pergola i Firenze den 14. marts 1847.
Næste 20 år senere blev Verdi bedt om at skrive yderligere musik til operaen, da man var i gang med at sætte den op på Théâtre Lyrique i Paris. Dette gav ham lejlighed til at revidere hele operaen. Den nye version fik premiere den 21. april 1865 og er den der foretrækkes i moderne opførelser.
Verdis opera følger Shakespeares stykke forholdsvis tæt, men han laver nogle interessante ændringer. I stedet for at bruge tre hekse som i stykket, skaber Verdi et stort kvindekor af hekse. Desuden begynder sidste akt med en forsamling af flygtninge på den engelske side af grænsen og slutter med et kor, der fejrer sejren over tyrannen.
Macbeth opføres hyppigt. Der findes flere indspilninger af operaen.